# Šrínagar
Šrínagar (hindsky श्रीनगर, Śrīnagara, urdsky سرینگر, Srīnagar, kašmírsky سِریٖنَگَر, Sirīnagar, सिरीनगर, Sirīnagara) je letní hlavní město indického svazového státu Džammú a Kašmír, které se rozkládá v Kašmírském údolí.
Město se rozkládá na březích řeky Dželam, přítoku řeky Indus. Město je proslavené jezery s plovoucími domy, největší z jezer je Dál. Šrínagar také proslavily rukodělné výrobky a sušené ovoce. Město leží 876 km severně od Dillí. Název města pochází ze dvou slov v sanskrtu – Šrí, což znamená zdravý a Nagar, město. Populace je kolem 900 000 obyvatel.
27. října 1947 (den poté, co kašmírský maharádža podepsal akt o přistoupení k Indii) dorazily do Šrínagaru letecky první oddíly indické armády, čímž začala první indicko-pákistánská válka.
Šrínagar je v Indii proslulý hlavně díky svému příznivému podnebí, které je dáno jak nadmořskou výškou údolí, tak skutečností, že sem dosáhnou indické monzuny přinášející životadárnou vláhu. Letní teploty zde nedosahují takových výšek, naopak v zimě zde často padá sníh, i když podnebí je stále ještě subtropické.